# Рудковська Яна Олександрівна
Яна Олександрівна Рудковська (нар. 2 січня 1975, Кустанай, Казахська РСР, СРСР) — російська телеведуча, музичний продюсер, підприємець. Продюсер Діми Білана. Підтримує путінський режим та війну Росії проти України.

## Життєпис
Народилася 2 січня 1975 в Кустанай.
За власними словами, народилася у 1975 році в місті Кустанай (нині Костанай), Казахська РСР, СРСР в сім'ї військового Олександра Євгеновича Рудковського. Майже відразу після її народження, батька відправили у відрядження в Барнаул, де дочка росла і вчилася.Закінчила 55 школу міста Барнаул зі срібною медаллю
Отримала вищу освіту, закінчивши Алтайський державний медичний університет за спеціальністю «лікар-дерматовенеролог» і спеціалізації «апаратна і лікувальна косметологія».
Займає посаду генерального директора мережі салонів краси «Franck Provost» (фр.) в Росії. Свій бізнес, пов'язаний з салонами, веде з 1998 року, відразу після закінчення університету. У період з 1998 по 2001 роки володіла мережею салонів «Французька студія краси». У 2001 році Рудковська викупила ексклюзивне право на бренд «Franck Provost» в Росії, а в 2002 році відкрила три салони цієї мережі в Сочі..
У 2003 році Рудковська заснувала «Grand La Scala Fashion Group» — мережу магазинів з продажу одягу популярних брендів («Gucci», «Dolce & Gabbana», «Yves Saint Laurent», «Roberto Cavalli», «Dsquared2» та інші).
З кінця 2005 рік зайнялася шоу-бізнесом, ставши продюсером російського співака Діми Білана.
У 2007 році продюсувала музичне шоу «СТС запалює супер-зірку», де також займала місце голови журі. Надалі просувала співачок Алексу й Сабріну (колишня солістка гурту «Тутсі»).
Знялася в кліпах Діми Білана «Неможливе можливо», «Number one fan» і «Believe» і в серіалі «Клуб» на MTV Росія. У 2007 році запустила власний телевізійний проект «Оголений Show-biz», присвячений таємницям російського шоу-бізнесу.
У 2008 році стала призером премії «Звукова доріжка» як кращий продюсер року. У березні стала обличчям торгової марки «Climona» і отримала премію телеканалу Fashion TV, як самий стильний продюсер. У квітні отримала «Золотий каблучок», премію в галузі стилю, краси і грації. У травні отримала премію «Діамантова шпилька».
У 2009 році випустила книгу «Сповідь утриманки». В ній Рудковська розповідає про своє дитинство і перші успіхи у фешн-бізнесі. За словами критиків, у книзі повністю обійдені такі важливі в реальному продюсерської життя області, як фінансові взаємовідносини з артистом, контакти з владними та кримінальними структурами.
У 2023 році взяла участь у 4 сезоні шоу «Маска» на НТВ в образі Лисеняти. У третьому випуску, що вийшов в ефір 26 лютого 2023 року, маску Лисеняти було викрито.

## Санкції
Яна Рудковська публічно закликала до агресивної війни, виправувала законною збройну агресію РФ проти України, додана до санкційних списків.
15 січня 2023 року додана до санкційного списку України.

## Особисте життя
Перший фактичний чоловік Рудковської — Євген Анатолійович Мухін, бізнесмен. Переїхала з ним з Барнаула в Сочі.
5 жовтня 2001 року вийшла заміж за мільярдера Віктора Батурина, рідного брата Олени Батуріної (вдова мера Москви Лужкова), з яким вона познайомилася в Сочі на футбольному матчі. 29 квітня 2008 року подружжя розлучилося — за словами Рудковської, вона пройшла 221 суд.
Сини Андрій (нар. 15 вересня 2001) і Микола (нар. 28 червня 2002). 25 грудня 2011 року Рудковська публічно визнала, що Андрій, — прийомний, його мати — друга дружина Батурина Юлія Салтовець, у якої Рудковська забрала дитину з пологового будинку без її згоди.
12 вересня 2009 року вийшла заміж за олімпійського чемпіона з фігурного катання Євгена Плющенка. З ним Рудковська почала публічні відносини після участі Діми Білана на «Євробаченні 2008»: Плющенко брав участь у виступі співака.
6 січня 2013 року у подружжя народився син Олександр, хрещеним батьком став Білан. У 2017 році Плющенко і Рудковська повінчалися в церкві.
Рудковська — хрещена мати Олесі Кафельникової, дочки тенісиста Євгена Кафельникова.

### Батьки
Батько — Олександр Євгенович Рудковський. Військовий льотчик, перший директор Барнаульської спеціальної школи-інтернату з початковою льотною підготовкою.
Світлана Миколаївна Рудковська — мати. Лікар-невролог, кандидат медичних наук.